# Don Byas
Don Byas (21. října 1912 – 24. srpna 1972) byl americký jazzový saxofonista. Narodil se do hudební rodiny v Muskogee ve státě Oklahoma Otec byl klarinetistou, zatímco matka hrála na klavír. Byas se původně věnoval klasické hudbě, hrál na housle, klarinet a saxofon. Ve svých sedmnácti letech začal hrát v lokálních orchestrech. Koncem třicátých let se usadil v New Yorku a v následující dekádě se přestěhoval do Evropy. Během své kariéry spolupracoval s mnoha hudebníky, mezi které patří například Count Basie, Dizzy Gillespie, Ben Webster a Billie Holiday. Zemřel v Amsterdamu na karcinom plic ve věku 59 let.